# 분당소방서
분당소방서(盆唐消防署, Bundang Fire Station)는 경기도 성남시 분당구를 관할하는 경기도 소방재난본부 산하의 소방서이다.
소방서장은 소방정으로 보한다.

## 조직
| <소방행정과> - 소방행정팀 - 회계장비팀 | <재난예방과> - 예방대책팀 - 생활안전팀 - 소방민원팀 | <재난대응과> - 대응전략팀 - 구조구급팀 | <특별점검단> - 화재조사팀 - 소방사법팀 | <현장지휘단> - 현장지휘1팀 - 현장지휘2팀 - 현장지휘3팀 |

## 관할센터 및 관할구역
성남분당소방서는 6개의 119안전센터와 1개의 구조대를 산하에 두고 있다.
| 명칭                 | 사진 | 주소                 | 관할구역                                        | 지역대 |
| -------------------- | ---- | -------------------- | ----------------------------------------------- | ------ |
| 서현119안전센터      |      | 양현로 14            | 분당구 분당동, 서현동, 수내1·2동, 율동, 이매1동 |        |
| 판교119안전센터      |      | 대왕판교로644번길 62 | 분당구 판교동, 삼평동, 백현동, 궁내동           |        |
| 수내119안전센터      |      | 백현로 241           | 분당구 정자동, 수내 3동                         |        |
| 야탑119안전센터      |      | 양현로 485           | 분당구 야탑동, 이매 2동                         |        |
| 구미119안전센터      |      | 돌마로 138           | 분당구 구미동, 구미1동, 금곡동, 동원동          |        |
| 서판교119안전센터    |      | 운중로 88            | 분당구 운중동, 석운동, 대장동, 하산운동         |        |
| 분당소방서 119구조대 |      | 성남대로779번길 12   | 경기도 성남시 분당구 일원                       |        |

## 사건사고
- 판교테크노밸리 환풍구 붕괴 사고
- 서현역 칼부림 사고
- 정자교 붕괴 사고

## 같이 보기
- 대한민국 소방청
- 대한민국의 소방
- 소방관 계급